# Pigs of the Roman Empire
Pigs of the Roman Empire è un album in studio del gruppo musicale statunitense Melvins e del musicista britannico Lustmord, pubblicato nel 2004 dalla Ipecac Recordings.
L'album risulta particolarmente contaminato dalle ambientazioni elettroniche create da Lustmord.

## Tracce
Testi e musiche di King Buzzo e Brian Lustmord.
1. III – 3:00
2. The Bloated Pope – 3:45
3. Toadi Acceleratio – 3:25
4. Pigs of the Roman Empire – 22:29
5. Pink Bat – 6:32
6. ZZZZ Best – 1:59
7. Safety Third – 6:11
8. Idolatrous Apostate – 6:46
9. Untitled – 5:47 – traccia fantasma

## Formazione
Gruppo
- Melvins
  - King Buzzo – voce, chitarra, basso, elettronica
  - Dale Crover – batteria
  - Kevin Rutmanis – basso, basso slide, elettronica, chitarra, tastiera
- Brian Lustmord – sound design, programmazione

Altri musicisti
- Adam Jones – chitarra
- Sir David Scott Stone – elettronica e tastiera aggiuntive

Produzione
- Brian Lustmord – produzione
- Toshi – registrazione
- John Golden – mastering